# Aphis origani
Aphis origani är en insektsart. Aphis origani ingår i släktet Aphis och familjen långrörsbladlöss. Inga underarter finns listade i Catalogue of Life.